# Конет ан Вал
Конет ан Вал (фр. Caunettes-en-Val) насеље је и општина у јужној Француској у региону Лангдок-Русијон, у департману Од која припада префектури Каркасон.
По подацима из 2011. године у општини је живело 53 становника, а густина насељености је износила 6,08 становника/km². Општина се простире на површини од 8,71 km². Налази се на средњој надморској висини од 210 метара (максималној 363 m, а минималној 159 m).

## Демографија
| 1962. | 1968. | 1975. | 1982. | 1990. | 1999. | 2011. |
| ----- | ----- | ----- | ----- | ----- | ----- | ----- |
| 47    | 60    | 58    | 57    | 58    | 36    | 53    |

График промене броја становника у току последњих година